# Панібудьласка Наталія Олександрівна
Наталія Олександрівна Панібудьласка (нар. 13 лютого 1957) — українська художниця, майстриня петриківського розпису та української витинанки, член Національної спілки майстрів народного мистецтва України. Започаткувала осередок петриківського розпису в місті Кам'янське. Брала участь у місцевих виставках, діяльність висвітлювалася у ЗМІ.

## Життєпис
Народилася у Петриківці, почала малювати петриківський розпис з раннього дитинства. Навчалася спочатку у двоюрідної бабки, відомої майстрині петриківського розпису, Надії Шулик, та у сусідки, майбутньої народної художниці України, Ганни Самарської. Згодом поступила до Петриківської дитячої чотирирічної художньої школи, де перші два роки її викладачем петриківського розпису був Василь Соколенко, а останні два роки — Федір Панко, провідні майстри петриківського розпису, заслужені майстри народної творчості України, що виховали ціле покоління художників цього напрямку мистецтва. Закінчивши 8 класів у 1973 році пішла працювати на Фабрику петриківського розпису, де пропрацювала більше року. В 1974 році переїхала до міста Кам'янське (тоді Дніпродзержинськ). Працювала художником. У 1987 році в місті відкрився «Будинок піонерів» (згодом КЗ «Будинок дитячої творчості»), де відтоді, протягом більш ніж 30 років, Наталія Олександрівна веде гурток петриківського розпису, навчивши цьому мистецтву значну кількість майстрів і створивши у місті Кам'янське осередок петриківського розпису, який напряму походить від основної школи цього мистецтва. Серед учениць Наталії Панібудьласки є відомі художники, зокрема Віта Рябова, учасниця багатьох фестивалів і виставок, в тому числі персональних.
Також є майстринею української витинанки, певний час вела другий гурток і з цього напрямку.
20 березня 2017 року атестована Національною спілкою майстрів народного мистецтва України на звання народного майстра.